# Улрика Елеонора фон Хесен-Филипстал-Бархфелд
Улрика Елеонора фон Хесен-Филипстал-Бархфелд (на немски: Ulrica Eleonore Landgräfin von Hessen-Philippsthal-Barchfeld; * 27 април 1732, Ипер, Западна Фландрия, Белгия; † 2 февруари 1795, Бюкебург) от Дом Хесен, е ландграфиня на Хесен-Филипстал-Бархфелд и чрез женитба ландграфиня на Хесен-Филипстал (1755 – 1795).

## Биография
Тя е четвъртата дъщеря на ландграф Вилхелм фон Хесен-Филипстал-Бархфелд (1692 – 1761) и съпругата му принцеса Шарлота Вилхелмина фон Анхалт-Бернбург-Шаумбург-Хойм (1704 – 1766), дъщеря на княз Лебрехт фон Анхалт-Бернбург-Хойм (1669 – 1727) и втората му съпруга фрайин Еберхардина Якоба Вилхелмина ван Вееде (1682 – 1724).
Улрика фон Хесен-Филипстал-Бархфелд умира на 2 февруари 1795 г. в Бюкебург на 62 години и е погребана в мавзолея в Шаумбург. Страничните линии на Хесен-Касел, Хесен-Филипстал-Бархфелд и Хесен-Румпенхайм са единствените съществуваши и днес линии на Дом Хесен.

## Фамилия
Улрика Елеонора фон Хесен-Филипстал-Бархфелд се омъжва на 22 юни 1755 г. в Турне, Белгия, за братовчед си ландграф Вилхелм фон Хесен-Филипстал (* 29 август 1726, Филипстал; † 8 август 1810, Филипстал), най-възрастният син на ландграф Карл I фон Хесен-Филипстал (1682 – 1770) и херцогиня Каролина Христина фон Саксония-Айзенах (1699 – 1743). Те имат децата:
- Каролина (* 17 март 1756, Филипстал; † 17 септември 1756, Филипстал)
- Карл (* 6 ноември 1757, Цутфен; † 2 януари 1793, Франкфурт на Майн в битка), наследствен принц на Хесен-Филипстал, полковник-лейтенант на Хесен-Касел, женен на 24 юни 1791 г. в Хофгайзмар за принцеса Виктория фон Анхалт-Бернбург (1772 – 1817), дъщеря на Франц Адолф фон Анхалт-Бернбург-Шаумбург-Хойм
- Вилхелм (* 25 ноември 1758, Цутфен; † 31 май 1760, Цутфен)
- Фридерика (* 13 юни 1760, Цутфен; † 29 ноември 1761, Филипстал)
- Юлиана Вилхелмина Луиза Амалия София (* 8 юни 1761, Цутфен; † 9 ноември 1799, Липе), омъжена на 10 октомври 1780 г. във Филипстал за граф Филип II Ернст фон Шаумбург-Липе (1723 – 1787), връзка с фрайхер Клеменс Августус фон Каас (1758 – 1832) и има два сина „фрайхер фон Алтхауз“.
- Фридрих (* 4 септември 1764, Филипстал; † 6 юли 1794, Нивелес, Белгия, в битка), до 1784 в армията на Хесен-Касел; до 1793 императорски руски полковник-лейтенант, от 1793 холандски полковник, умрял от раните си след битка при Ватерло

- Вилхелм (* 10 октомври 1765, Филипстал; † 24 февруари 1766, Филипстал)
- Лудвиг (* 8 октомври 1766, Филипстал; † 16 февруари 1816, Неапол, Италия), ландграф на Хесен-Филипстал, женен на 21 януари 1791 г. в Сюстерн за графиня Мария Франциска Берге фон Трипс (1771 – 1805)
- Шарлота Амалия (* 25 август 1767, Филипстал; † 14 септември 1767, Филипстал)
- син (*/† 12 февруари 1768)
- Ернст Константин (* 8 август 1771, Филипстал; † 25 декември 1849, Майнинген), ландграф на Хесен-Филипстал (1816 – 1849), женен

∞ 10 април 1796 г. в Рудолщат за принцеса Кристиана Луиза фон Шварцбург-Рудолщат (1775 – 1808)
∞ 17 февруари 1812 г. в Касел за принцеса Каролина фон Хесен-Филипстал (1793 – 1872), дъщеря на най-големия му брат